# جو كولين
جو كولين (بالإنجليزية: Joe Cullen)‏ هو مدرب رياضي أمريكي، ولد في 15 ديسمبر 1967.